# سوسانا کانالس
سوسانا کانالس (اسپانیایی: Susana Canales‎؛ زادهٔ ۵ سپتامبر ۱۹۳۳ – درگذشتهٔ ۲۲ مارس ۲۰۲۱) بازیگر اهل اسپانیا بود.
از فیلم‌ها یا برنامه‌های تلویزیونی که وی در آن نقش داشت، می‌توان به آلبنیس، شانزده و آسمان سیاه اشاره کرد.